# Gibson Les Paul 54 Custom Bigsby
Модель Les Paul 54 Custom Bigsby — переиздание первоначальной модели Les Paul Custom 1954 года. В первых гитарах Les Paul Custom 1954—1960 годов корпуса делались полностью из махагони, в отличие от обычных моделей Les Paul, в которых помимо махагона в корпусе делали слой из клёна. За счёт этого гитары серии Les Paul Custom, которые выпускали в 1954-60 годах, как и их нынешние переиздания обладают более глубоким, плотным и ровным звуком.
Гитары модели Custom Bigsby, как и их последующие переиздания могут иметь два варианта бриджа: тремоло Bigsby, либо стандартный фиксированный(Stopbar).
Оригинальная гитара фирмы Gibson производится в США, Нэшвил. На гитару устанавливается струнодержатель, бридж и ручки(Grover) золотого цвета. К гитаре прилагается кейс(Custom Shop Case).